# Roc-A-Fella Records
Roc-A-Fella Records est un label discographique de hip-hop américain, anciennement basé à New York, dans l'État de New York, actif entre 1995 et 2013. Il est cofondé à New York, dans l'État de New York, par Damon « Dame » Dash, Kareem « Biggs » Burke, et Shawn Corey Carter (plus connu sous son nom de scène Jay-Z). Le label est affilié à Def Jam.
Le 16 juin 2013, la fermeture du label est annoncée. Les artistes de ces labels intègrent Roc Nation.

## Histoire

### Fondation et débuts
La fondation du label s'effectue en 1995, qui est à l'origine un point de départ pour le premier album du rappeur Jay-Z. Renvoyé par de nombreux labels majors, Carter, Dash et Burke fondent leur propre label via Priority Records, et financent leurs clips vidéo fournis par Payday Records, Reasonable Doubt n'ayant atteint le succès commercial escompté, il se compose de plusieurs hits. Uniquement sous Roc-A-Fella, Jay-Z est soutenu par le producteur de Biggie DJ Ski, qui collaborera avec Camp Lo ; les rappeurs affiliés incluent Da Ranjahz, Sauce Money, Jaz-O, et le jeune Memphis Bleek. Selon Dame, le label était prêt à signer le groupe de Nas, The Firm, mais le contrat est tombé ainsi : « Nas et AZ devaient participer à Bring it On, mais ils se sont jamais pointé. C'est alors là qu'on a voulu laisser tomber The Firm. Ils se sont pas pointé. On s'est vu et ils ont dit 'ouais', mais ils sont jamais venu. On a attendu et on n'a pas aimé. Alors on les a remplacé par Sauce [Money] et [Big] Jaz. ».

### Succès et séparation
Roc-A-Fella Records commence à se développer à l'aube du millénaire. Tandis que Jay-Z reste la figure la plus importante du label — avec l'album The Blueprint très acclamé par la presse spécialisée — d'autres musiciens de Roc commencent à se populariser. The Truth de Beanie Sigel atteint la 5e place du classement Billboard en 2000, et DJ Clue publie The Professional 2 la même année. Malgré les ventes mitigées des albums d'Amil, Jay-Z et Dame Dash décident de signer de nouveaux talents comme Cam'ron, Freeway, et de nombreux jeunes rappeurs de Philly par la suite membres du groupe de Freeway/Sigel, State Property. À cette période, Jay-Z et Beanie Sigel s'impliquent dans une rivalité contre les musiciens Jadakiss et DMX du label Ruff Ryders Entertainment. Des insultes entre Jay-Z et Jadakiss impliquant une rivalité entre Jay et l'ancien membre DMX mènent à une véritable guerre des mots entre Sigel et Jadakiss, et se termine par une insulte par Beanie du titre de Jadakiss, Put Your Hands Up, avant qu'ils ne mettent un terme à leur rivalité.
Cam'ron publie le premier album de Roc-A-Fella Records, Come Home with Me en 2002, certifié disque de platine, et signe peu après son groupe, The Diplomats chez Roc-A-Fella Records. Entre 2002 et 2003, Dame Dash signe de nombreux artistes et groupes comme M.O.P. et Ol' Dirty Bastard, signe un accord de coentreprise avec Grafh, et tente de signer Twista et Joe Budden. Pendant ce temps, Roc-A-Fella Records se popularise de par son catalogue musical, et publie entretemps les albums Chain Gang de State Property, From Me to U de Juelz Santana, le premier album Philadelphia Freeway du rappeur Freeway, Diplomatic Immunity des Diplomats, M.A.D.E. de Memphis Bleek, et le dernier album de Jay-Z, The Black Album. Des rumeurs de tensions entre Carter et Dash font surface ; bien que démentis dans les deux camps, des problèmes impliquant l'image de Dame et de Jay-Z commencent à émerger depuis la diffusion du clip Big Pimpin'.
Jay-Z accepte une place de CEO et de président du label Def Jam Recordings, qui a également racheté Roc-A-Fella Records. Dash, pose sa candidature pour occuper une place plus importante au sein du label, et fait une large campagne publicitaire pour Cam'ron, The Diplomats, State Property, Kanye West et Twista. En 2004, l'album The College Dropout de Kanye West devient un franc succès commercial et critique, et Foxy Brown signe au label pour publier son premier album, Black Rose. La dite « séparation » s'effectue lorsque Carter, Dash et Burke ont vendu 50 % des intérêts de Roc-A-Fella Records à Def Jam Recordings. En tant que président, Carter reste à la tête de Roc, évinçant ainsi ses deux anciens partenaires.
Tandis que Dash et Burke s'occupent de leur propre label émergeant, originellement appelé Roc4life et plus tard rebaptisé Dame Dash Music Group, chaque artiste a la possibilité de choisir son label. The Diplomats font le premier pas chez Dame Dash Music Group, et commence à faire une campagne publicitaire contre Jay-Z, qu'ils insultent dans leurs chansons et interviews ; Cam'ron accuse d'ailleurs Jay-Z de l'avoir empêché d'atteindre la position exécutive de Dame Dash qui lui a promis chez Roc-A-Fella Records.
Beanie Sigel, après un an de prison pour tentative de meurtre, publie son premier album The B.Coming au label de Dash ;  Beanie est le seul à avoir choisi Dame Dash Music Group, tandis que le reste de son groupe State Property a refusé, préférant rester chez Roc-A-Fella Records ; en réponse à ça, Beanie Sigel se sépare du groupe, expliquant sa déception. M.O.P. et Grafh quittent également Roc-A-Fella Records pour se joindre à Dame Dash Music Group, mais se séparent par la suite du label.
Memphis Bleek et Kanye West publient 534 et Late Registration, respectivement, en 2005, en parallèle au premier album de Young Gunz et Teairra Mari. Memphis Bleek annonce la signature de Cory Gunz au label, mais finalement rien de physique. À la fin de l'année, Dash se sépare de son label Def Jam Recordings.

### Redéfinition et départ de Jay-Z
En 2006, les albums publiés se limitent à ceux de Roc-La-Familia, un label de Roc-A-Fella Records qui suit les tendances du reggaeton. Hector El Father et N.O.R.E. publiet leurs albums, et le label devient celui du rappeur Tru Life. Jay-Z revient la même année avec Kingdom Come, accueilli d'une manière mitigée. Il se rétrograde de son rang au label Def Jam Recordings et publie son deuxième album en 2007, American Gangster, mieux accueilli dans les ventes et par la presse spécialisée, en parallèle à Graduation de Kanye West, The Solution de Beanie Sigel, et Free at Last de Freeway ; l'album de Kanye West est certifié multi-disque de platine. Le projet de Freeway est bien accueilli par la presse spécialisée, et contient des propos sur Kanye West et Just Blaze qui n'ont joué aucun rôle dans la production. Il explique plus tard avoir souhaité travailler avec Just Blaze mais que le producteur ne s'est jamais présenté.
La signature de Jadakiss, membre de Ruff Ryders Entertainment et ancien rival de Jay-Z et Beanie Sigel, s'effectue également en 2007, idem pour Uncle Murda. Foxy Brown est renvoyé du label après deux ans. Bien que Young Chris et Peedi Crakk continuent à collaborer, aucun des deux ne se projette dans une carrière solo ; en 2008, Peedi Crakk annonce le renvoi de tout le groupe State Property du label. Ceci est démenti par le manager de Beanie Sigel, confirmant que Beanie Sigel et Freeway font toujours partie de Roc-A-Fella Records. Young Chris signe également en tant que musicien solo. 2008 assiste à la publication de 808's and Heartbreak par Kanye West. La même année, Peedi Crakk insulte Jay-Z dans ses chansons et lors d'entrevues. Jay-Z signe un contrat de $150 millions avec Live Nation pour des concerts, enregistrements, et la possibilité de lancer son propre label Roc Nation. Uncle Murda quitte le label un an plus tard, pratiquement sans rien publier.
En mars 2009, Freeway quitte Def Jam Recordings, clamant vouloir explorer d'autres options ; peu après, il annonce sa signature chez Cash Money Records, et son respect éternel envers Roc-A-Fella Records. Memphis Bleek annonce également son départ de Def Jam Recordings, décidant de ne pas aller chez Roc Nation afin de créer son propre label, mais il erstera très proche de Roc-A-Fella Records. Le rappeur Tru Life, de son côté, est considéré comme « un affilié d'un jour [d'hier] » de Roc-A-Fella Records.

### Dernières années et revirement
Jadakiss publie l'album The Last Kiss et signe chez Roc-A-Fella Records avant de se réunir avec ses anciens partenaires des Ruff Ryders. Le 3 mai 2010, Damon Dash relance Roc-A-Fella Records près d'un an d'inactivité avec le rappeur Curren$y, ancien membre de Young Money Entertainment. Le troisième album de Curren$y, Pilot Talk, est prévu chez Roc-A-Fella Records ; cependant, Curren$y annonce, lors d'une entrevue avec XXL et Complex, la publication de l'album wau label de Damon Dash, BluRoc Records,, et sa distribution par Def Jam Recordings.

### TufAmerica contre Roc-A-Fella
En septembre 2012, Tuf America, une société d'enregistrement, porte plainte contre Roc-A-Fella pour infraction aux droits d'auteur. La plainte est effectuée devant la court fédérale de Manhattan.

## Artistes

### Derniers artistes
- Jadakiss (2007-2013)
- Kanye West (2002-2013)
- Curren$y (2010-2013)

### Anciens artistes
- Jay-Z
- M.O.P.
- Cam'ron et The Diplomats (Dipset) (dont Juelz Santana, Jim Jones et Freekey Zekey)
- Joe Budden
- Beanie Sigel
- Memphis Bleek
- DJ Clue?
- Amil
- Oschino & Sparks
- N.O.R.E.
- Ol' Dirty Bastard (sous le pseudo Dirt McGirt / décédé en 2004)
- Nicole Wray
- Foxy Brown
- Peedi Peedi
- Young Chris
- Hector El Bambino
- Teairra Mari
- Tru Life
- Young Gunz
- Freeway
- Young Steff
- Rell
- Allen Anthony
- The Christians
- Young Neef

## Discographie
| Année | Artiste                  | Album                                               |
| ----- | ------------------------ | --------------------------------------------------- |
| 1996  | Jay-Z                    | Reasonable Doubt                                    |
| 1997  | Christion                | Ghetto Cyrano                                       |
| 1997  | Jay-Z                    | In My Lifetime, Vol. 1                              |
| 1998  | Jay-Z et divers artistes | Bande originale de Streets Is Watching Soundtrack   |
| 1998  | Jay-Z                    | Vol. 2... Hard Knock Life                           |
| 1998  | DJ Clue?                 | The Professional                                    |
| 1999  | Memphis Bleek            | The Coming of Age                                   |
| 1999  | Jay-Z                    | Vol. 3... Life and Times of S. Carter               |
| 2000  | Beanie Sigel             | The Truth                                           |
| 2000  | Divers artistes          | DJ Clue Presents Backstage: A Hard Knock Life       |
| 2000  | Amil                     | All Money Is Legal                                  |
| 2000  | Jay-Z                    | The Dynasty: Roc La Familia                         |
| 2000  | Memphis Bleek            | The Understanding                                   |
| 2000  | DJ Clue                  | The Professional, Pt. 2                             |
| 2001  | Beanie Sigel             | The Reason                                          |
| 2001  | Jay-Z                    | The Blueprint                                       |
| 2001  | Jay-Z                    | Jay-Z MTV Unplugged                                 |
| 2002  | State Property           | Bande originale de State Property                   |
| 2002  | R. Kelly & Jay-Z         | The Best of Both Worlds                             |
| 2002  | Cam'ron                  | Come Home with Me                                   |
| 2002  | Divers artistes          | Bande originale de Paid In Full                     |
| 2002  | Jay-Z                    | The Blueprint²: The Gift and The Curse              |
| 2003  | Freeway                  | Philadelphia Freeway                                |
| 2003  | The Diplomats            | Diplomatic Immunity                                 |
| 2003  | Jay-Z                    | Blueprint 2.1                                       |
| 2003  | State Property           | The Chain Gang Vol. 2                               |
| 2003  | Juelz Santana            | From Me to U                                        |
| 2003  | Jay-Z                    | The Black Album                                     |
| 2003  | Memphis Bleek            | M.A.D.E.                                            |
| 2003  | Divers artistes          | Roc-A-Fella Records Presents: The Roc Files, Vol. 1 |
| 2004  | Kanye West               | The College Dropout                                 |
| 2004  | Young Gunz               | Tough Luv                                           |
| 2004  | R. Kelly & Jay-Z         | Unfinished Business                                 |
| 2004  | Jay-Z & Linkin Park      | Collision Course                                    |
| 2004  | Cam'ron                  | Purple Haze                                         |
| 2005  | Beanie Sigel             | The B. Coming                                       |
| 2005  | Memphis Bleek            | 534                                                 |
| 2005  | Young Gunz               | Brothers from Another                               |
| 2005  | Teairra Mari             | Roc-A-Fella Presents: Teairra Mari                  |
| 2005  | Kanye West               | Late Registration                                   |
| 2006  | Kanye West               | Late Orchestration                                  |
| 2006  | DJ Clue?                 | The Professional, Pt. 3                             |
| 2006  | Héctor El Bambino        | Los Rompe Discotekas                                |
| 2006  | N.O.R.E.                 | N.O.R.E. Y La Familia... Ya Tu Sabe                 |
| 2006  | Jay-Z                    | Kingdom Come                                        |
| 2007  | Kanye West               | Graduation                                          |
| 2007  | Jay-Z                    | American Gangster                                   |
| 2007  | Freeway                  | Free at Last                                        |
| 2007  | Beanie Sigel             | The Solution                                        |
| 2008  | Kanye West               | 808s and Heartbreak                                 |
| 2009  | Jadakiss                 | The Last Kiss                                       |
| 2010  | Kanye West               | VH1 Storytellers                                    |
| 2010  | Kanye West               | My Beautiful Dark Twisted Fantasy                   |